# الگوریتم گرام اشمیت

الگوریتم گرام اشمیت (به انگلیسی: Gram-Schmidt algorithm) روشی است که به کمک آن می‌توان از یک پایۀ دلخواه E پایه‌ای یکا متعامد ساخت. از این الگوریتم در رایانش کوانتومی و سایر زمینه های ریاضیات کاربردی استفاده می شود زیرا بردارهای پایه یکامتعامد معمولا بهترین پایه برای محاسبات و نمایش بردارها در دستگاه مختصات هستند.